# De Zegge (natuurreservaat)
De Zegge is een Natura 2000-gebied dat ligt nabij het kerkdorp Ten Aard in de Antwerpse gemeente Geel. Het is het oudste Vlaamse natuurreservaat. Van het grootste deel, 93 hectare, is de Koninklijke Maatschappij voor Dierkunde Antwerpen sinds 1952 eigenaar. Kleinere stukken zijn bezit van Natuurpunt en het Agentschap voor Natuur en Bos. Hoofdverantwoordelijke voor het verdwijnen was de toenmalige CVP-politicus Jos De Seranno, en de Boerenbond, die met één pennenstreek een drastisch en zeer omstreden einde maakte aan dit unieke laagveenmoeras. 
De Zegge is een restant van het oorspronkelijk 500ha grote laagveengebied van het Geels Gebroekt. Behalve turfputten en moerassen zijn er heidebiotopen. Het is samen met de naburige natuurreservaten Mosselgoren en Neerhelst een van de weinige plekken in Vlaanderen waar de ringslang voorkomt.
Het gebied werd in 1984 als beschermd landschap en in 1985 als natuurreservaat erkend. Tevens is het een Europees beschermd Natura 2000-gebied als onderdeel van habitatrichtlijngebied 'Valleigebied van de Kleine Nete met brongebieden, moerassen en heiden' (BE2100026)) en vogelrichtlijngebied ('De Zegge' (BE2100424)).
In de zomer van 2019 sloeg medebeheerder Koninklijke Maatschappij voor Dierkunde Antwerpen (KMDA) alarm over het voortbestaan van het reservaat, vanwege het systematisch oppompen van grondwater door de naburige landbouw, en vroeg de Vlaamse overheid om in te grijpen.
De Zegge is enkel toegankelijk onder leiding van een gids.